# Arcuphantes uenoi
Arcuphantes uenoi är en spindelart som beskrevs av Saito 1992. Arcuphantes uenoi ingår i släktet Arcuphantes och familjen täckvävarspindlar. Inga underarter finns listade i Catalogue of Life.